# Sebastiano Ciampi
Sebastiano Ciampi (ur. 30 października 1769 w Pistoi, zm. 14 listopada 1847 w Galluzzo koło Florencji) – włoski filolog, ksiądz, badacz związków włosko-polskich.

## Życiorys
Studiował w seminarium w Pistoi i po krótkim pobycie na uniwersytecie w Pizie otrzymał święcenia kapłańskie w 1795 r. W 1796 przeprowadził się do Rzymu. W latach 1796–1798 nauczał greckiego i retoryki, od 1801 profesor uniwersytetu w Pizie. Został zaproszony przez Komisję Wyznań i Oświecenia Królestwa Polskiego i w latach 1817–1822 wykładał literaturę na Królewskim Uniwersytecie Warszawskim oraz język grecki w Liceum Warszawskim. Następnie zamieszkał we Florencji i został korespondentem naukowym gromadzącym materiały dotyczące historii i kultury Polski jak również związków polsko-włoskich. Część z nich wysłał do Polski. W 1830 ponownie odwiedził Polskę, co opisał w publikacji pt. Viaggio in Polonia nella state del 1830.
Korespondował z m.in. Zygmuntem Krasińskim, Fryderykiem Chopinem, Joachimem Lelewelem.

## Niektóre prace
- 1827 – Esame critico con documenti inediti della storia di Demetrio di Ivan Vasilievitch
- 1830 – Sobesciade italiana e lettere militari
- 1830 – Flosculi historiae Polonae, sparsi Pulaviis concelebrantes[3]
- 1833 – Notizie dei Secoli XV e XVI sull'Italia, la Polonia e la Russia
- 1834/1842 – Bibliografia critica delle antiche reciproche corrispondenze... dell'Italia colla Russia, colla Polonia et altre parti settentrionali